# Take a Picture
«Take a Picture» es una canción de la banda, Filter. Fue lanzada en noviembre de 1999 como el segundo sencillo de su segundo álbum Title of Record. La canción se convirtió en un gran éxito durante el inicio de 2000. Fue el primer lanzamiento de la banda de rock industrial.

## Letra
El vocalista de la banda Filter, Richard Patrick ha dicho que la canción es acerca de él borracho en un avión y quitándose toda su ropa. Patrick amplió con mayor detalle en una entrevista retrospectiva de 2008: "Cuando escribí el coro de" Toma una foto "-" ¿Podrías tomar mi foto / Porque yo no recordaré? '- Fue sólo después de que mi amiga estaba como,' ¿Recuerdas algo que hiciste anoche ' Y yo estaba como, '¿De qué estás hablando?' Ella dijo: "Mi dios, estabas lanzando botellas de cerveza fuera de una ventana de la cabina en un coche de policía. ¿Recuerdas eso? ' Y dije, 'Dios mío, ¿podrías tomar mi foto,' porque yo no voy a recordar". Y esa línea simplemente se atascó. Semanas más tarde, tuve otra experiencia borracho - estar en un avión y desmayar y no sentirme bien y quitarme la camisa, medio dentro y fuera de conciencia - y yo estoy en la parte posterior de una van policial . estoy pensando, 'Oh, Dios mío, ¿Qué va a pensar mi padre de este mi**da?' Ya sabes, 'Papá, ¿qué piensas acerca de tu hijo ahora?' Por lo tanto, la canción es algo asombroso para mí, para mirar hacia atrás ahora".
El padre de Patrick se sintió ofendido por esta línea, pero Patrick explicó a su padre que cada vez que canta la línea tiene un significado diferente, porque Patrick cambia el tono en el que entrega la línea cada vez que se canta.

## Vídeo musical
Un vídeo musical, dirigido por David Meyers, contó con la banda en una secuencia que tiene lugar un sueño en cinco diferentes escenarios principales: un estrellado y quemado avión jet en el medio del océano, debajo del agua por debajo de ella, sin equipo de buceo, en un pequeño barco de búsqueda, un bote de remos en el medio del océano, una habitación en una casa que es inundada por el agua, y en el techo de esta casa inundada.
Filter apareció dos años en lista en la estación de radio popular de Washington D. C./Baltimore 99,1 HFStival . La realización del primer año en septiembre de 1999 no incluía la canción. Peticiones masivas y la creciente popularidad (como se indica todos los días durante la presentación del segundo año en mayo de 2000) dio lugar a que la canción se presentara como su cierre.

## Lista de canciones
1. «Take A Picture»
2. «Take A Picture» (Hybrid mix)
3. «Take A Picture» (Club 69 Trans mix)
4. «Take A Picture» (Rennie Pilgrem mix)
5. «Take A Picture» (H & H mix)

## Posicionamiento en lista
| Lista (1999-2000)                        | Máxima posición |
| ---------------------------------------- | --------------- |
| Alemania (Offizielle Deutsche Charts)    | 98              |
| Australia (ARIA)                         | 32              |
| Canadá (RPM Top Singles)                 | 3               |
| Canadá (RPM Adult Contemporary)          | 36              |
| Canadá (RPM Rock/Alternative)            | 1               |
| Escocia (Scottish Singles Sales Chart)   | 18              |
| Estados Unidos (Billboard Hot 100)       | 12              |
| Estados Unidos (Adult Alternative Songs) | 3               |
| Estados Unidos (Adult Top 40)            | 7               |
| Estados Unidos (Alternative Airplay)     | 3               |
| Estados Unidos (Hot Dance Club Songs)    | 1               |
| Estados Unidos (Dance Singles Sales)     | 3               |
| Estados Unidos (Mainstream Rock)         | 4               |
| Estados Unidos (Mainstream Top 40)       | 15              |
| Nueva Zelanda (Recorded Music NZ)        | 8               |
| Reino Unido (UK Singles Chart)           | 25              |